# Locomotiva FS 262
Le locomotive gruppo 262 erano locomotive a vapore con tender, di rodiggio 0-3-0, che le Ferrovie dello Stato Italiane acquisirono dalle ferrovie statali austroungariche in seguito al risarcimento danni bellici della prima guerra mondiale.

## Storia
Le locomotive, costruite dalla fabbrica austriaca Floridsdorf, pervennero all'Italia verso il 1919, come risarcimento dei danni bellici della prima guerra mondiale in conseguenza della sconfitta dell'Austria. Si trattava di due unità che, consegnate alle FS vennero immesse nel gruppo 262: con il numero "001" venne immatricolata la ex kkStB 55.01 che era stata la prima unità consegnata dalla Floridsdorf, nel 1889, alla società ferroviaria austriaca del nord-ovest (ÖNWB) e apparteneva alla serie "XIa" (numero 241). La 262.002 apparteneva invece alla serie XIb. Data la differenza di caldaia che ne rendeva antieconomica la manutenzione ebbero vita brevissima: vennero demolite, la 001 nel 1924 e la 002 nel 1925.

## Caratteristiche
Le locomotive avevano dimensioni pressoché identiche a quelle della locomotiva FS 261; erano macchine a 2 cilindri, a semplice espansione, a tre assi accoppiati, con tender per il trasporto di carbone e di acqua. Appartenevano a due serie differenti e pertanto avevano due tipi diversi di caldaia delle quali, la 001 presentava una pressione massima di esercizio di 10 bar mentre la 002 era tarata a 12 bar; la superficie di riscaldamento complessivo, tubiero e di sopra il cielo del forno, era maggiore nella seconda serie di circa 14 m², pur essendo quindi ambedue produttrici di vapore saturo per l'identico motore a due cilindri avevano prestazioni differenti.

## Corrispondenza locomotive ex kkStB e numerazione FS[3]
| Numero e gruppo FS | numero e gruppo kkStB | fabbrica   | anno di fabbricazione | demolizione o alienazione |
| ------------------ | --------------------- | ---------- | --------------------- | ------------------------- |
| 262.001            | 55.01                 | Floridsorf | 1889                  | 1924                      |
| 262.002            | 55.16                 | Floridsorf | 1893                  | 1925                      |